# Lawrence Weingarten
Lawrence Weingarten (Chicago, 30 december 1897 – Los Angeles, 5 februari 1975) was een Amerikaans filmproducent.

## Levensloop
Weingarten werd geboren in een Joodse familie in Chicago. Hij werkte tijdens het interbellum als publicist voor meerdere filmstudio's, totdat hij in 1924 een contract kreeg bij de pas opgerichte filmmaatschappij MGM. Hij was er werkzaam als assistent en coproducent voor Irving Thalberg. Op die manier kon hij opklimmen tot de functie van productieleider. In die tijd trouwde hij ook met de zus van Thalberg.
Weingarten produceerde vooral filmkomedies en werd tijdens zijn drie decennia durende carrière twee keer genomineerd voor de Oscar voor beste film. Pas in 1973 won hij de Irving G. Thalberg Memorial Award, een ere-Oscar die vernoemd is naar zijn zwager. Een van zijn bekendste producties is Cat on a Hot Tin Roof (1958) onder regie van Richard Brooks.
Hij overleed op 77-jarige leeftijd aan leukemie.

## Filmografie (selectie)
- 1929: The Broadway Melody
- 1931: Sidewalks of New York
- 1934: Sadie McKee
- 1935: The Bishop Misbehaves
- 1935: Rendezvous
- 1936: Libeled Lady
- 1937: A Day at the Races
- 1937: The Last of Mrs. Cheyney
- 1938: Too Hot to Handle
- 1940: I Take This Woman
- 1940: Escape
- 1940: I Love You Again
- 1949: Adam's Rib
- 1952: Pat and Mike
- 1953: The Actress
- 1954: Rhapsody
- 1955: The Tender Trap
- 1955: I'll Cry Tomorrow
- 1957: Don't Go Near the Water
- 1958: Cat on a Hot Tin Roof
- 1961: The Honeymoon Machine
- 1962: Period of Adjustment
- 1962: The Unsinkable Molly Brown